# Траверз

Траверз левого и правого бортов судна

Тра́верз (фр. traverse от traverser «перебегать поперёк», также тра́верс) — линия, перпендикулярная курсу судна, самолёта или его диаметральной плоскости. Соответствует курсовому углу 90°.
Если курсовой угол составляет 90° правого или левого борта, он называется траверзом судна. Так и говорят, например, «На траверзе правого борта — маяк». Таким образом, траверз есть у корабля или самолёта, но не у участка суши. При этом корабль может быть на траверзе какого-либо объекта (например, маяка) — это означает, что предмет виден в направлении, перпендикулярном курсу судна.
Обычно линия траверза проходит через мидель (самую широкую часть корпуса), однако может определяться и по-другому (например, «траверз мачты» проходит через мачту). В парусном спорте используется понятие траверз задней точки корпуса, который проходит по корме. Яхта находится строго позади другой яхты, когда её корпус и оборудование в нормальном положении находятся позади траверза самой задней точки корпуса или оборудования другой яхты (в нормальном положении).
Соответствует максимальному углу рысканья ±90° «+» — левый борт, «-» — правый борт.